# アンドレ・カルディナル・デトゥーシュ
アンドレ・カルディナル・デトゥーシュ（André Cardinal Destouches または des Touches, 1672年4月6日 - 1749年2月7日）はフランス盛期バロック音楽の作曲家。バレエ音楽《四大元素 Les élémens》によって名を残す。前半生をいわば冒険家として過ごしている。本名はアンドレ・カルディナルであったが、1694年に父親が没するとその追憶から、父親が授与された称号「セニュール・デ・トゥーシュ・エ・ドゥ・ギユヴィル Seigneur des Touches et de Guilleville」にちなんで、デトゥーシュと名乗るようになった。
パリの富裕な商家に生まれ、イエズス会で教育を受ける。司祭とともに4年間シャムで布教活動に献身。帰国後は軍隊に所属し、1692年のナミュール侵攻に参戦、この間に楽才を見出される。音楽的野心を追求せんと退役する。1697年に歌劇《イセ Issé 》がルイ14世のために上演されると、王はこの作品に感銘を受け、リュリ作品と同じくらい楽しめたと述べたという。1713年に王立音楽アカデミーの総監に、後に宮廷室内楽団の監督に就任。ルイ15世の治世になってもフランス宮廷の庇護を受け、王女のための仮面舞踏会を指揮している。